# John Howard Casper
John Howard Casper (Greenville, Dél-Karolina, 1943. július 9. –) amerikai pilóta, űrhajós, ezredes.

## Életpálya
1966-ban a Légierő Akadémiáján szerzett oklevelet. 1967-ben a Purdue Egyetemen űrhajózási ismeretekből diplomázott. 
Pilótaigazolványát megszerezve, szolgálati repülőgépe az F–100 Super Sabre volt. A vietnámi háborúban 229 harci bevetésen vett részt. Angliában F–4 repülőgépen szolgált. Tesztpilóta kiképzésben részesült, az F–4 repülőgép változatait tesztelte. Több mint 10 000 órát töltött a levegőben, több mint 50 különböző repülőgépet repült vagy tesztelt.
1984. május 23-tól a Lyndon B. Johnson Űrközpontban részesült űrhajóskiképzésben. Kiképzett űrhajósként az Űrhajózási Iroda munkatársaként az űrrepülőgép fejlesztésével foglalkozott. Négy űrszolgálata alatt összesen 34 napot, 9 órát és 52 percet (826 óra) töltött a világűrben. Űrhajós pályafutását 1997-ben fejezte be. 2002 novembere óta a Johnson Space Center (JSC) mérnök igazgatóhelyettese. Feladatai közé tartoztak az emberes űrrepülések és a (ISS biztonsági támogatása. 2003-ban a Columbia-katasztrófa után a NASA nyomozócsoport helyettes-vezetője.

## Űrrepülések
- STS–36, a Columbia űrrepülőgép 2. repülésének pilótája. Első űrszolgálata alatt összesen 4 napot, 10 órát, 18 percet töltött a világűrben. 3 089 280 kilométert  repült, 72 alkalommal kerülte meg a Földet.
- STS–54, az Endeavour űrrepülőgép 3. repülésének parancsnoka. Pályairányba állították a TDRS–6 kommunikációs műholdat. Szerelési gyakorlatokat végeztek a Nemzetközi Űrállomás (ISS) építőelemeivel. Második űrszolgálata alatt összesen 5 napot, 23 órát és 38 percet (143 óra) töltött a világűrben. 4 000 000 kilométert repült, 96-szor kerülte meg a Földet.
- STS–62, a Columbia űrrepülőgép 16. repülésének parancsnoka. 12 órás váltásokban kereskedelmi szolgálatot végeztek az amerikai mikrogravitációs laboratóriumban  (USMP–2). Tesztelték  a Canadarm robotkar továbbfejlesztett, modernebb változatát. Harmadik űrszolgálata alatt összesen 13 napot, 23 órát és 16 percet (335 óra) töltött a világűrben. 9 366 617 kilométert repült, 224-szer kerülte meg a Földet.
- STS–77, az Endeavour űrrepülőgép 11. repülésének parancsnoka. Több műholdat állítottak pályairányba és visszanyertek egyet. Felfújható, műanyag szerkezetű térelemeket teszteltek. Negyedik űrszolgálata alatt összesen 10 napot, és 40 percet (241 óra) töltött a világűrben. 6 600 000 kilométert repült, 161-szer kerülte meg a Földet.